# Overhand

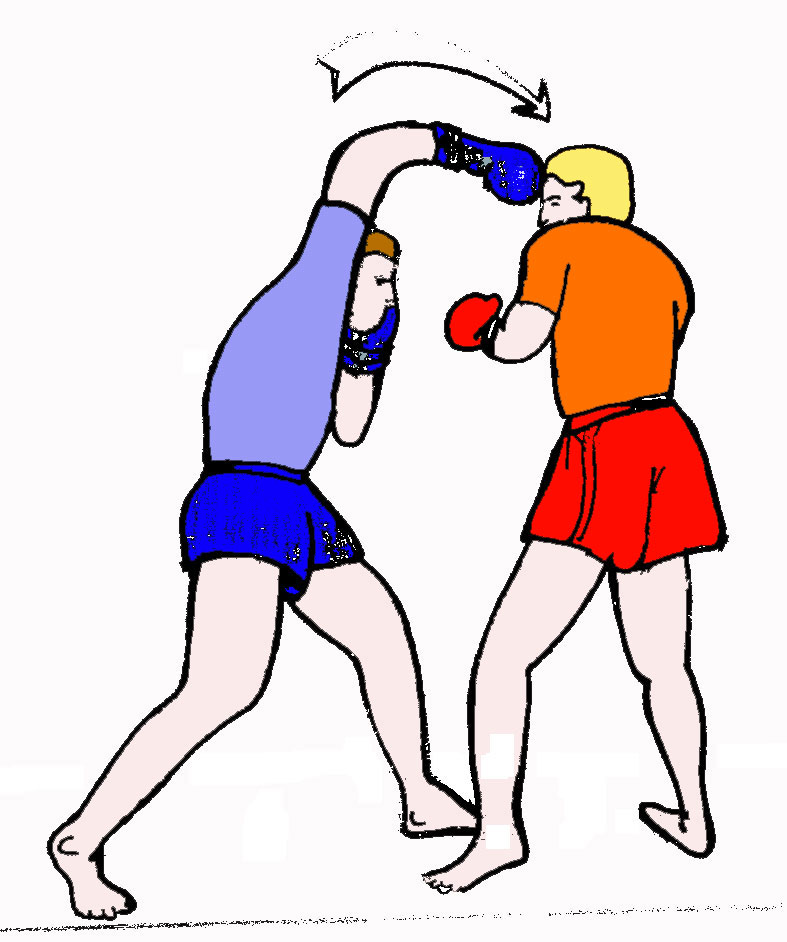
Un overhand destro sferrato da media distanza

L'overhand è un tipo di pugno semicircolare, utilizzato in sport da combattimento quali pugilato e arti marziali miste. Può essere portato sia con il braccio avanzato (più velocità) sia con quello arretrato (più potenza).

## Esecuzione
Si porta il pugno verticale all'altezza dell'orecchio e il gomito più alto della mano, dopo di che si stende il braccio seguendo una semicirconferenza.
I due punti più bassi della semicirconferenza sono rispettivamente il proprio orecchio e il viso dell'avversario e il punto più alto è quello in cui si passa sopra la guardia avversaria.